# Liga Superibérica
La Liga Superibérica est une compétition de rugby à XV — créée en 2008 et disparue en 2010 après la première édition — entre franchises d'Espagne, du Portugal et de Gibraltar pour professionnaliser ce sport dans toute la péninsule ibérique.
La compétition débute par une phase régulière où toutes les équipes s'affrontent deux fois en matches aller-retour. Au soir de la dernière journée, les équipes classées aux quatre premières places s'affrontent lors d'une phase finale à élimination directe (demi-finales et finale) pour l'attribution du titre.
Avec le retrait des franchises portugaises et gibraltarienne dès la première édition, celle-ci est disputée par six franchises espagnoles. La première édition de la compétition est remportée par les Gatos de Madrid devant La Vila Mariners que le club madrilène affronte en finale. La rencontre se solde par un match nul 28 partout mais Madrid décroche la victoire pour avoir marqué un essai de plus que son adversaire. Dans le match pour la troisième place, le club basque Korsarioak domine le club catalan de Catalunya Blaus Almogàvers (12-9). La Liga Superibérica disparaît dès l'année suivante, dans un contexte économique et politique compliqué.

## Historique

### Le projet
À la suite du Mondial 2007 où s'est qualifié le Portugal mais pas l'Espagne, plusieurs voix s'élèvent pour tenter de professionnaliser le rugby à XV dans toute la péninsule ibérique.
C'est ainsi que naît la Liga Superibérica le 11 juin 2008,, dont l'acte fondateur est notamment signé par le joueur international irlandais de football Michael Robinson — qui avait commencé en amateur comme joueur de rugby et est demeuré un passionné, — soutenu par Canal+, qui doit retransmettre plusieurs matches, et des partenaires,. Basé sur un système de franchises, il a vocation à regrouper cinq équipes d'Espagne, quatre du Portugal et une de Gibraltar,, après la fin du championnat espagnol, dont la première division, la « División de Honor », est amateur, pour s'affronter en matches aller-retour avec une phase finale (demi-finales et finale) qui est censée être organisée sur un site différent chaque saison,.
Ces équipes doivent céder leurs droits à l’entreprise Steelman Sports, laquelle se charge de l’exploitation commerciale du championnat sous la responsabilité de Guillermo Moraleda qui a occupé des fonctions similaires dans les clubs de l'Atlético de Madrid et d'Estudiantes.

### Première édition
En parallèle, les clubs espagnols et portugais cherchent à créer une nouvelle compétition, par le truchement de l'Asociación de Clubes de Rugby de España, appelée « Iberian Rugby Cup » (en anglais), pour ressusciter la Coupe ibérique — qui opposait jusqu'en 2008 le champion espagnol au champion portugais — arrêtée pour raisons économiques à la suite de la crise bancaire et financière de l'automne 2008,. Cette compétition souhaite opposer quatre clubs espagnols à quatre clubs portugais avec une phase finale. Le soutien d'El Salvador Rugby et Canoe Rugby Club Madrid à la Liga Superibérica, suivis de trois des quatre clubs portugais — Belenenses, CDU Lisboa et GD Direito — met fin à ce projet, pourtant soutenu par la fédération espagnole,.
Cependant, à un mois du début de la première édition en avril 2009, les quatre clubs portugais et le club gibraltarien se retirent de la compétition, jugeant qu'elle fait doublon avec la Coupe ibérique.
La compétition est maintenue et se joue entre six franchises espagnoles qui regroupent des joueurs des clubs des régions correspondantes : les « Catalunya Blaus Almogàvers », basés à Sant Boi de Llobregat, puis dans les clubs de Catalogne et du sud de la France ; les « Mariners », basés à La Vila Joiosa, puis dans les clubs de la Communauté valencienne ; les « Gatos de Madrid », des différents clubs de la Communauté de Madrid ; les Korsarioak, basés à Saint-Sébastien, des clubs du Pays basque, de Navarre et du Pays basque français ; les « Vacceos Cavaliers », représentant Castille-et-León mais en fait constituée par le club El Salvador Rugby de Valladolid et la franchise andalouse, « Seville FC Andalousie Rugby »,. Toutes les équipes s'affrontent en aller-retour en phase régulière avant une phase finale à quatre prévue pour juillet. Les équipes sont tenues de présenter un nombre minimum de juniors (moins de 23 ans) et un nombre maximum d'extracommunautaires.
Malgré la domination toute la saison des Mariners et leur place en finale, la Liga Superibérica 2009 est remportée en finale par les Gatos de Madrid.

### Fin de la compétition
L'édition 2010, prévue pour les mois d'août, septembre et octobre 2010, est annulée en juin : l'organisme qui gère la compétition, Super Ibérica Rugby, n'a pas conclu d'accord avec la Fédération espagnole de rugby et n'a donc pas de statut officiel. Il n'a pas convaincu le Portugal et Gibraltar de fournir des équipes ; de plus, les équipes participantes ne jouissent pas de places dans les compétitions européennes,.
La suspension temporaire devient définitive et la Liga Superibérica est définitivement arrêtée après seulement une édition, à cause d'une mauvaise gestion bureaucratique,,.
Les échecs cumulés de la création de l'« Iberian Rugby Cup » et de la fin prématurée de la « Liga Superibérica » ont pour conséquence de priver l'Espagne et le Portugal de disputer une compétition ibérique pendant quatre ans ; la Coupe ibérique reprend finalement en 2013.

## Fonctionnement du championnat
Le format de la compétition est un championnat fermé, aucun système de promotion et de relégation n'est prévu. Il se compose de deux phases :
- une phase régulière de dix journées, dans laquelle les équipes s'affrontent chacune deux fois (matches aller et retour) ;
- une phase finale, regroupant dans une onzième journée les demi-finales et la finale.

Les équipes classées aux quatre premières places de la phase régulières s’affrontent en demi-finales. Les vainqueurs de ces demi-finales s’affrontent en finale, le vainqueur de cette rencontre remporte la Liga Superiberica.

### Points marqués
- La victoire rapporte 4 points.
- Le match nul rapporte 2 points.
- Le bonus offensif accorde 1 point lorsque l'équipe marque 4 essais ou plus dans un match.
- Le bonus défensif accorde 1 point lorsque l’équipe est battue par un écart inférieur ou égal à 7 points.

## Clubs de l'édition 2008-2009
| - Basque Korsarioak - Gatos de Madrid - La Vila Mariners - Catalunya Blaus Almogàvers - FC Seville de Andalucía - Vacceos Cavaliers | •Gatos •Korsarioak •Vacceos Cavaliers • Almogàvers • FC Sevilla • Mariners |

## Classement
| Rang | Franchises                 | J  | V | N | D | Bo | Bd | Pm  | Pe  | Diff | Pts |
| ---- | -------------------------- | -- | - | - | - | -- | -- | --- | --- | ---- | --- |
| 1    | La Vila Mariners           | 10 | 7 | 1 | 2 | 6  | 0  | 320 | 189 | +131 | 36  |
| 2    | Gatos de Madrid            | 10 | 7 | 0 | 3 | 4  | 1  | 262 | 188 | +74  | 33  |
| 3    | Euskadi Korsarioak         | 10 | 6 | 1 | 3 | 4  | 1  | 234 | 170 | +64  | 31  |
| 4    | Catalunya Blaus Almogàvers | 10 | 4 | 0 | 6 | 2  | 3  | 192 | 197 | -5   | 21  |
| 5    | Vacceos Cavaliers          | 10 | 3 | 0 | 7 | 2  | 2  | 169 | 247 | -78  | 16  |
| 6    | FC Seville de Andalucía    | 10 | 2 | 0 | 8 | 1  | 0  | 123 | 299 | -176 | 9   |

|  | Qualifiés pour les demi-finales (#1, #2, #3, #4) |
|  | V : Victoires • N : Matches Nuls • D : Défaites • BO : Bonus Offensif • BD : Bonus Défensif • PP : Points Pour (marqués) • PC : Points Contre (encaissés) • Diff : Différence de points |

Attribution des points : victoire : 4, match nul : 2, défaite : 0 ; plus les bonus (offensif : 4 essais marqués ; défensif : défaite par 7 points d'écart maximum).
Règles de classement : ?

## Résultats

### Tableau synthétique des résultats
L'équipe qui reçoit est indiquée dans la colonne de gauche.
| Clubs                      | KOR   | MAD   | MAR   | SBO   | SEV   | VAC   |
| Basque Korsarioak          |       | 12-18 | 25-15 | 24-17 | 55-0  | 24-14 |
| Gatos de Madrid            | 17-22 |       | 28-37 | 19-12 | 31-14 | 53-15 |
| La Vila Mariners           | 29-29 | 35-12 |       | 39-16 | 36-8  | 49-24 |
| Catalunya Blaus Almogàvers | 21-10 | 13-32 | 23-9  |       | 28-10 | 36-7  |
| FC Seville de Andalucía    | 10-25 | 16-33 | 12-35 | 25-19 |       | 15-26 |
| Vacceos Cavaliers          | 29-8  | 12-19 | 12-36 | 27-13 | 17-18 |       |

|  | Victoire à domicile |  | Match nul |  | Défaite à domicile |

### Détail des résultats
Les points marqués par chaque équipe sont inscrits dans les colonnes centrales (3-4) alors que les essais marqués sont donnés dans les colonnes latérales (1-6). Les points de bonus sont symbolisés par une bordure bleue pour les bonus offensifs (quatre essais ou plus marqués), orange pour les bonus défensifs (défaite avec au plus sept points d'écart), rouge si les deux bonus sont cumulés. 

#### Matches aller
| ? | Cavaliers  | 12 | 36 | Mariners   | ? |
| ? | Korsarioak | 24 | 17 | Almogàvers | ? |
| ? | Gatos      | 31 | 14 | Séville    | ? |

| ? | Almogàvers | 13 | 32 | Gatos      | ? |
| ? | Cavaliers  | 17 | 18 | Séville    | ? |
| ? | Mariners   | 29 | 29 | Korsarioak | ? |

| ? | Séville    | 12 | 35 | Mariners   | ? |
| ? | Gatos      | 17 | 22 | Korsarioak | ? |
| ? | Almogàvers | 37 | 6  | Cavaliers  | ? |

| 7 | Gatos      | 53 | 15 | Cavaliers  | 2 |
| 8 | Korsarioak | 55 | 0  | Séville    | 0 |
| 5 | Mariners   | 39 | 16 | Almogàvers | 1 |

| 5e journée vendredi 22, samedi 23 et dimanche 24 mai \| 4 \| Mariners \| 35 \| 12 \| Gatos \| 2 \| \| 4 \| Almogàvers \| 28 \| 10 \| Séville \| 1 \| \| 4 \| Cavaliers \| 29 \| 8 \| Korsarioak \| 1 \| |            |    |    |            |   |
| 4 | Mariners   | 35 | 12 | Gatos      | 2 |
| 4 | Almogàvers | 28 | 10 | Séville    | 1 |
| 4 | Cavaliers  | 29 | 8  | Korsarioak | 1 |

#### Matches retour
| 2 | Almogàvers | 21 | 10 | Korsarioak | 1 |
| 7 | Mariners   | 49 | 24 | Cavaliers  | 2 |
| ? | Séville    | 16 | 33 | Gatos      | ? |

| 3 | Gatos      | 19 | 12 | Almogàvers | 2 |
| 3 | Korsarioak | 25 | 15 | Mariners   | 2 |
| 2 | Séville    | 15 | 26 | Cavaliers  | 2 |

| 4 | Cavaliers  | 27 | 13 | Almogàvers | 1 |
| 3 | Mariners   | 36 | 8  | Séville    | 1 |
| 2 | Korsarioak | 12 | 18 | Gatos      | 2 |

| 2 | Séville    | 10 | 25 | Korsarioak | 3 |
| 3 | Almogàvers | 23 | 9  | Mariners   | 0 |
| 2 | Cavaliers  | 12 | 19 | Gatos      | 3 |

| 10e journée vendredi 26, samedi 27 et dimanche 28 juin \| 4 \| Korsarioak \| 24 \| 14 \| Cavaliers \| 2 \| \| 5 \| Séville \| 25 \| 19 \| Almogàvers \| 3 \| \| 3 \| Gatos \| 28 \| 37 \| Mariners \| 4 \| |            |    |    |            |   |
| 4 | Korsarioak | 24 | 14 | Cavaliers  | 2 |
| 5 | Séville    | 25 | 19 | Almogàvers | 3 |
| 3 | Gatos      | 28 | 37 | Mariners   | 4 |

## Phase finale
|  | Demi-finales                   | Demi-finales        |                      |    | Finale | Finale |
|  |                                |                     |                      |    |        |        |
|  |                                |                     |                      |    |        |        |
|  |                                |                     |                      |    |        |        |
|  | [1] La Vila Mariners           | 36                  |                      |    |        |        |
|  | [1] La Vila Mariners           | 36                  |                      |    |        |        |
|  | [4] Catalunya Blaus Almogàvers | 20                  |                      |    |        |        |
|  | [4] Catalunya Blaus Almogàvers | 20                  | [1] La Vila Mariners | 28 |        |        |
|  |                                |                     | [1] La Vila Mariners | 28 |        |        |
|  |                                | [2] Gatos de Madrid | 28                   |    |        |        |
|  | [2] Gatos de Madrid            | [2] Gatos de Madrid | 28                   | 28 |        |        |
|  | [2] Gatos de Madrid            |                     |                      | 28 |        |        |
|  | [3] Basque Korsarioak          | 9                   |                      |    |        |        |
|  | [3] Basque Korsarioak          | 9                   |                      |    |        |        |

### Demi-finales
Les demi-finales, qui ont lieu le vendredi 3 juillet 2009, voient s'affronter les quatre premières équipes de la phase régulière. L'équipe classée première rencontre celle classée quatrième et la deuxième affrontera la troisième.

#### Première demi-finale
| Équipes                    | La Vila Mariners - Catalunya Blaus Almogàvers |
| Score                      | 36 - 20 (16 - 10) |
| Date                       | 3 juillet 2009 |
| Stade                      | Estadio Teresa Rivero |
| Spectateurs                | |
| Arbitre                    | M. Pedro Montoya |
| Composition des équipes    | |
| La Vila Mariners           | Titulaires : 15 Javier Carrión, 14 Agustín Gómez, 13 Ryan Le Roux, 12 Arran Cruickshanks, 11 Guillem Carrión, 10 Paul Burton, 9 Hernán Quirelli, 8 Mark George, 7 Martín Aceña, 6 Matthew Rolston, 5 Víctor Gallego, 4 Benjamin Davies, 3 Francisco Martínez Blasco, 2 Jonathan Phipps, 1 Joe Hutchinson Remplaçants : 16 Ángel Luis Díaz Samper, 17 Pablo Previtera, 18 David Jason Craig, 20 Juan Pablo Ceretto, 21 Santiago Irassar, 22 Jale Sailasa |
| Catalunya Blaus Almogàvers | Titulaires : 15 Sergi Aubanell, 14 Ignasi Baqué, 13 Gerard Mayol, 12 Jordi Trubat, 11 Cristian Martín, 10 Isaac Richmond, 9 Carles Badía, 8 Santiago Serrano, 7 Scaramuzzino, 6 Federico Alcón, 5 Sergi Guerrero, 4 Pol Massoni, 3 Vicenç Lázaro, 2 Javier Corbacho, 1 Omar Miniño Remplaçants : |
| Points marqués             | |
| La Vila Mariners           | 3 essais de Ryan Le Roux (22e), Paul Burton (75e) et Benjamin Davies (78e) 3 transformations de Agustín Gómez (22e, 75e, 78e) 4 pénalités de Agustín Gómez (13e, 32e, 40e, 68e) 1 drop de Agustín Gómez (57e) |
| Catalunya Blaus Almogàvers | 2 essais de Sergi Aubanell (28e) et Federico Alcón (61e) 2 transformations de Carles Badía (28e, 61e) 2 pénalités de Carles Badía (38e, 42e) |

#### Seconde demi-finale
| Équipes                 | Gatos de Madrid - Basque Korsarioak |
| Score                   | 28 - 9 (5 - 6) |
| Date                    | 3 juillet 2009 |
| Stade                   | Estadio Teresa Rivero |
| Spectateurs             | |
| Arbitre                 | M. Paulo Lameirão Mourinha |
| Composition des équipes | |
| Gatos de Madrid         | Titulaires : 15 Juan Cano, 14 Adrián Ferrero, 13 Diogo Gama, 12 Ramón Narvaez, 11 Sergio Fernández, 10 Cesar Sempere, 9 Pablo Feijoo, 8 César Bernasconi, 7 Javier Redondo, 6 Joan Tudela, 5 Arturo Brasca, 4 Rafael Matt, 3 David Gurgenadze, 2 Julien Rollos, 1 Alejandro Ónega Remplaçants : 17 Javier Salazar, 19 Víctor Gómez, 21 Pedro Cabral |
| Basque Korsarioak       | Titulaires : 15 Oier Garmendia, 14 Mikel Guembe, 13 Igor Etxeberria, 12 Iñaki Arana, 11 Igor Genua, 10 Gorka Bueno, 9 Grégory Sudre, 8 David Hernández, 7 Iker Lopategi, 6 Oskar Astarloa, 5 Pablo Dacunto, 4 Ellande Ithurbyde, 3 Julen Gallego, 2 Javier Arbelaiz, 1 Urtzi Abanzabalegi Remplaçants :                                             |
| Points marqués          | |
| Gatos de Madrid         | 3 essais de Pablo Feijoo (3e), César Bernasconi (70e) et Cesar Sempere (79e) 2 transformations de Pedro Cabral (70e, 79e) 2 pénalités de Pedro Cabral (47e, 62e) 1 drop de César Sempere (26e) |
| Basque Korsarioak       | 3 pénalités de Gorka Bueno (7e, 16e, 52e) |

### Match pour la troisième place
| Équipes                    | Basque Korsarioak - Catalunya Blaus Almogàvers |
| Score                      | 12 - 9 (12 - 9) |
| Date                       | 5 juillet 2009 |
| Stade                      | Estadio Teresa Rivero |
| Spectateurs                | |
| Arbitre                    | Mme Paloma Loza |
| Composition des équipes    | |
| Basque Korsarioak          | Titulaires : 15 Beñat Gorrotxategi, 14 Zigor Peinador, 13 Iñaki Alberdi, 12 Igor Etxeberria, 11 Zigor Peinador, 10 Igor Genua, 9 Igor Mirones, 8 Guillaume Combes, 7 Jokin Gorrotxategi, 6 David Pelaz, 5 Oscar Astarloa, 4 Pablo Dacunto, 3 Bittor Aboitiz, 2 Unai Lasa, 1 Igor Alberro Remplaçants : 16 Albert Oliveras, 17 Julen Gallego, 18 David Hernández, 19 Iker Lopategi, 20 Izko Armental, 21 Koldo Barandiaran, 22 Iñaki Arana. |
| Catalunya Blaus Almogàvers | Titulaires : 15 Sergi Aubanell, 14 A Carrasco, 13 Cyrille Delahodde, 12 Isaac Moreno, 11 G Vicente, 10 Isaac Richmond, 9 Mathieu Chotard, 8 Santiago Serrano, 7 Bruno Scaramuzzino, 6 Sergi Guerrero, 5 G Etxeberría, 4 Nicolas Gomez, 3 Carlos Bou, 2 M González, 1 Joan Castell Remplaçants : 16 Vicenç Lázaro, 17 Xabier Corbacho, 18 Pol Massoni, 19 Ivan Tabuenca, 20 Jordi Trubat, 21 Ignasi Basque, 22 Gerard Mayol                 |
| Points marqués             | |
| Basque Korsarioak          | 2 essais de Zigor Peinador (5e) et Guillaume Combes (25e) 1 transformation de Igor Etxeberria (25e) |
| Catalunya Blaus Almogàvers | 3 pénalités de Sergi Aubanell (6e, 30e, 35e) |

### Finale
La finale a lieu le dimanche 5 juillet : elle oppose La Vila Mariners aux Gatos de Madrid et est diffusée en direct à la télévision. Malgré un résultat nul 28-28 à la fin du temps réglementaire, les Gatos de Madrid remportent la ligue pour avoir marqué un essai plus que La Vila Mariners. Le club madrilène empoche donc la somme de 200 000 € réservée au vainqueur de l'épreuve.
| Équipes                 | La Vila Mariners - Gatos de Madrid |
| Score                   | 28 - 28 (15 - 14) |
| Date                    | 5 juillet 2009 |
| Stade                   | Estadio Teresa Rivero |
| Spectateurs             | |
| Arbitre                 | M. Félix Villegas |
| Composition des équipes | |
| La Vila Mariners        | Titulaires : 15 Óscar David, 14 Agustín Gómez, 13 Ryan Le Roux, 12 A Cruickshanks, 11 Jale Sailasa, 10 Hernán Quirelli, 9 Juan Pablo Ceretto, 8 Matthew Cook, 7 Martín Aceña, 6 Jason Craig, 5 Francisco Martínez Manzano, 4 Matthew Rolston, 3 Rodrigo Martinez, 2 Pablo Previtera, 1 Joe Hutchinson Remplaçants : 16 Jonathan Phipps, 17 Mark George, 18 Víctor Gallego, 19 Benjamin Davies, 20 Paul Burton, 21 Guillem Carrión, 22 Javier Carrión. |
| Gatos de Madrid         | Titulaires : 15 Cesar Sempere, 14 Matias Tudela, 13 Javier Canosa, 12 Pablo Enríquez, 11 Sergio Fernández, 10 Pedro Cabral, 9 Santiago Fernández, 8 Víctor Gómez, 7 Santiago Noriega, 6 Gensen Palmers, 5 Francisco López, 4 Diego Pérez, 3 Javier Salazar, 2 Marcelo Vargas, 1 Ion Insausti Remplaçants : 16 Alejandro Ónega, 17 David Gurgenadze, 18 César Bernasconi, 19 Rafael Matt, 20 Pablo Feijoo, 21 Diogo Gama, 22 R. Enríquez.              |
| Points marqués          | |
| La Vila Mariners        | 1 essai de Javier Carrión (55e) 1 transformation de Agustín Gómez (55e) 6 pénalités de Agustín Gómez (3e, 12e, 20e, 38e, 40e+, 35e) 1 drop de Paul Burton (23e) |
| Gatos de Madrid         | 2 essais de Matias Tudela (14e) et Pablo Enríquez (80e) 6 pénalités de Pedro Cabral (1e, 8e, 30e, 42e, 60e, 72e) |